# Oliver Hardy
Oliver Norvell Hardy (Harlem, Georgia, USA, 1892. január 18. – Hollywood, Los Angeles, 1957. augusztus 7.) amerikai színész, komikus. Leginkább a Stan Laurellel alkotott klasszikus páros, a Stan és Pan tagjaként ismert.

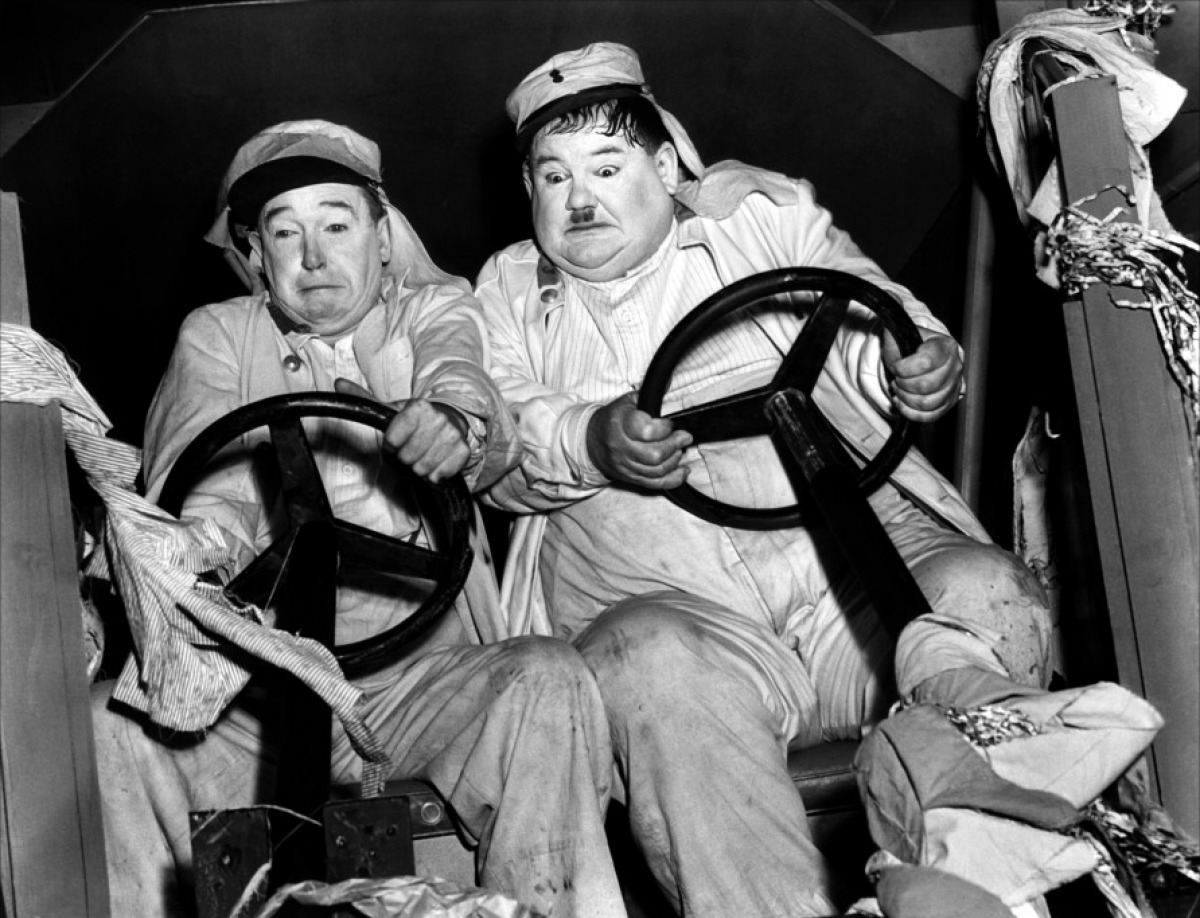
Oliver Hardy (jobbra) Stan Laurellel a Stan és Pan az idegenlégióban c. filmben

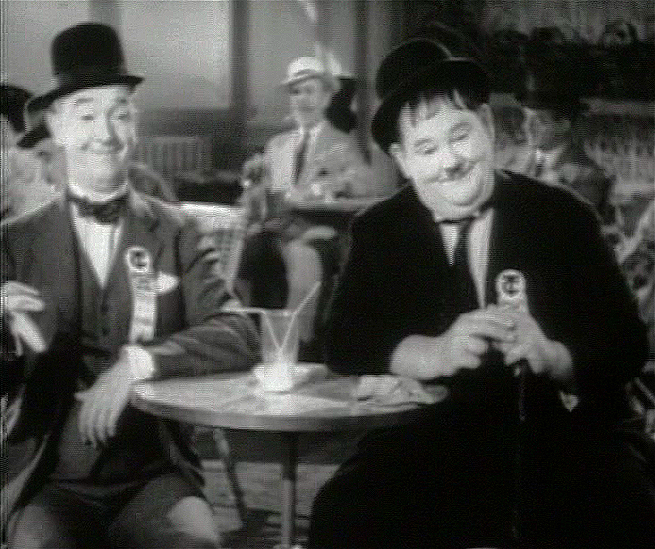
A repülő ördögökben (1939)

## Élete és filmes pályája
1892-ben Oliver Norvell Hardy néven született családja ötödik gyerekeként. Apja, Oliver, egy konföderációs veterán volt, aki 1862. szeptember 17-én az antietami csatában megsebesült, de semmi baja nem lett és megmenekült. Később vett egy részesedést a lakossági üzletágban és beválasztották, teljes munkaidőre vámszedőnek. Anyja, Emily Norvell, akinek egyik őse, az 1630-as évek idején élt Hugh Norvell Williamsburg kapitány volt. Apja, kevesebb, mint egy évvel a születése után meghalt. Bátyja, Sam Hardy meghalt egy fulladásos balesetben. Hardy kihúzta a testvérét a folyóból, de nem tudta újraéleszteni.
Már kiskorában tehetségesen énekelt, később a jogi pályát adta fel a filmszínházért, így 1913-ban a floridai Lubin Company-hez került, ahol komikusként számos rövidfilmben játszott. 1914-ben debütált az Outwitting Dad filmben. Bár már 1921-ben együtt játszott Stan Laurellel a Lucky Dog című filmben, klasszikussá váló párosukat csak később ötölte ki Hal Roach producer. Ilyenformán az 1926-os 45 Minutes from Hollywood című film számít első közös csapatmunkájuknak.
Hardy, az 1932-ben készült zenedoboz című filmes alakításáért, amelyben Laurellel egy zongorát próbál felcipelni egy lépcsőn, Oscar-díjat kapott. Utolsó közös filmje Laurellel az 1950-ben készült Utópia című film volt.
Hardy, élete során háromszor házasodott. Utolsó házassága egészen a haláláig tartott.

## Halála
Hardy erős dohányos volt.
1954 májusában enyhe szívrohamot kapott. Ezek után, életében először aggódni kezdett az egészsége miatt és áttért a tudatos táplálkozásra. Ennek eredményeként pár hónap alatt leadott több mint 68 kilót. Laurelnek írt leveleiben egyszer arra utalt, hogy rákos beteg. Egyes olvasók ebből már arra következtettek, hogy a gyors fogyásának ez volt az igazi oka. Majd 1956. szeptember 14-én súlyos agyvérzést kapott, amely ágyhoz kötötte és megnémította. 1957. augusztus elején ismét elszenvedett egy agyvérzést, kómába esett és 1957. augusztus 7-én meghalt. 65 éves volt. Halálát agyi trombózis okozta. Halála után elhamvasztották.
Sírja a Valhalla Memorial Park nevű temetőben található, Észak-Hollywoodban.

## Filmográfia
- (Yes, Yes, Nanette) (1925)
- Filmszínésznő leszek (1927)
- A második száz év (1927)
- (We Faw Down) (1928)
- (The Finishing Touch) (1928)
- Elejétől a végéig (1928)
- A két tengerész (1928)
- (Double Whoopee) (1929)
- (Liberty) (1929)
- (Radiomanía) (1930)
- Stan és Pan, az éjféli baglyok (1930)
- (Pardon Us) (1931)
- Stan és Pan az idegenlégióban (1931)
- (Towed in a Hole) (1932)
- (The Music Box) (1932)
- Stan és Pan hamvazószerdája (1932)
- Stan és Pan, a regiment gyöngyei (1932)
- Stan és Pan a búval bélelt bokszbajnokok (1932)
- Stan és Pan Chicagóban (1933)
- Stan és Pan a fenegyerekek (1933)
- (Them Thar Hills) (1934)
- Stan és Pan - A Mosoly Országában (Stan és Pan Játékországban) (1934)
- Going Bye-Bye! (1934)
- (Tit for Tat) (1935)
- Bonnie Scotland (1935)
- Rokonok (1936)
- Cigánybecsület (1936)
- (Way Out West) (1937)
- Válassz egy sztárt (1937)
- Repülő ördögök - Stan és Pan az idegenlégióban (1939)
- Stan és Pan, az oxfordi diákok (1940)
- (Great Guns) (1941) (TV-film)
- Stan és Pan, a két bűvészinas (1942)
- Stan és Pan: A táncmesterek (1943)
- Stan és Pan: A jampecok (1943)
- (The Big Noise) (1944)
- Stan és Pan: A torreádorok (1945)
- Utópia (1950) (TV-film)
- Harminc év mosolya (1963)
- Stan, Pan és a többiek (TV-film)
- Stan és Pan (némafilm) (TV-film)

## Fordítás
Ez a szócikk részben vagy egészben  az   Oliver Hardy című angol Wikipédia-szócikk fordításán alapul.  Az eredeti cikk szerkesztőit annak laptörténete sorolja fel. Ez a jelzés csupán a megfogalmazás eredetét és a szerzői jogokat jelzi, nem szolgál a cikkben szereplő információk forrásmegjelöléseként.